# Uzinele Electronica

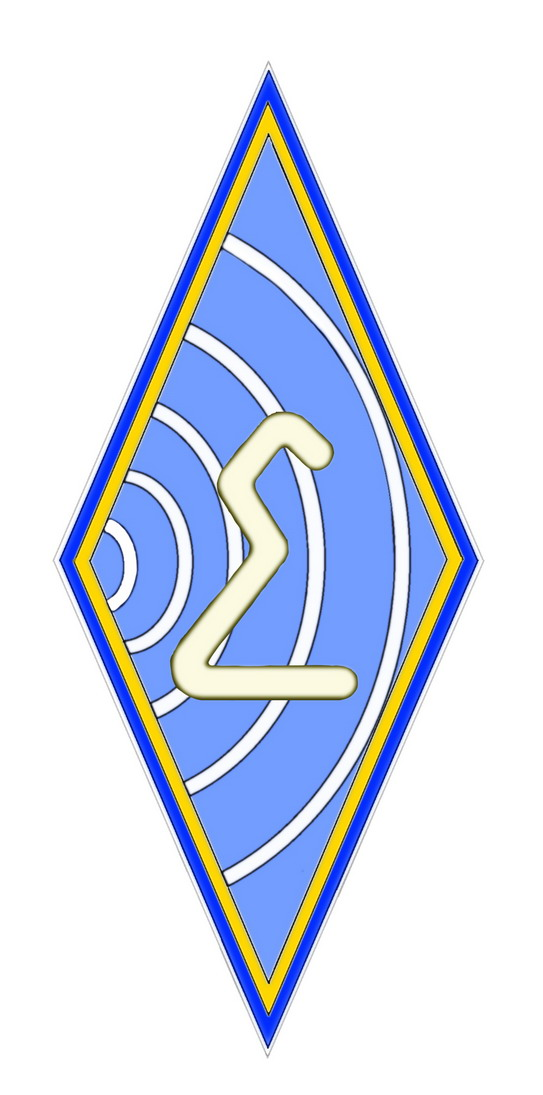
Emblema Uzinelor Electronica

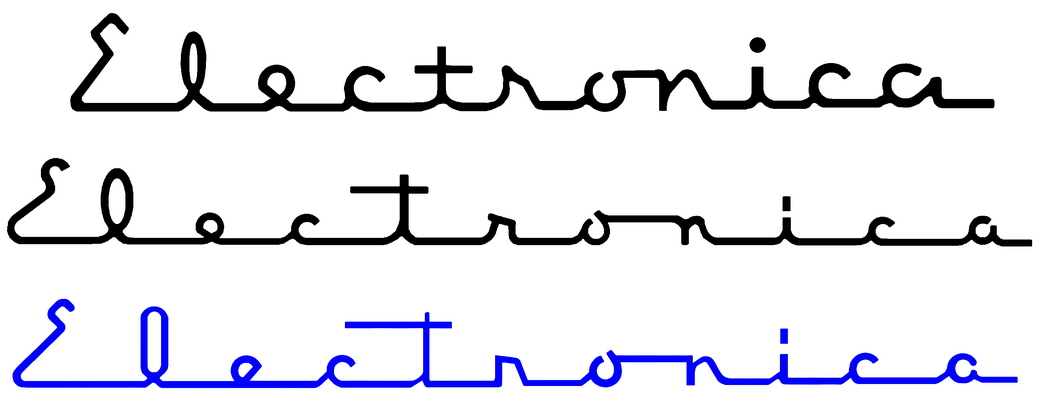
Evoluția siglei Uzinelor Electronica între anii 1960-1990

Sub titulatura de Uzinele Electronica a funcționat o companie producătoare de componente electronice și aparatură electronică din România. A fost înființată la data de 18 ianuarie 1960, prin transformarea fabricii Radio Popular, din Șoseaua Baicului nr. 82, București.
De la începutul activității Uzinele Electronica au avut misiunea de a crea bazele formării industriei de electronică din România, contribuind semnificativ la apariția și dezvoltarea următoarelor întreprinderi:
- 1962 - I.P.R.S – Băneasa, Întreprinderea de Piese Radio și Semiconductoare
- 1968 - I.E.M.I – Întreprinderea de Aparatură Electronică de Măsură și Industrială
- 1970 - I.I.S. Electronica în locația de pe platforma Pipera
- 1971 - Întreprinderea de Ferite – Urziceni
- 1972 - Conect – Întreprinderea de Elemente de Comutare și Întreruptoare
- 1972 - Tehnoton – Iași

La 1 octombrie 1981, ca urmare a Decretului Consiliului de Stat nr.254 / 1981, Uzinele Electronica se scindează, noile unități pierzând rangul de "uzină". Este cea mai importantă transformare de la înființarea ei. 
- Unitatea productivă din strada Baicului nr.82, sector II, devine “Întreprinderea de Electronică Industrială, București” – I.E.I.B. – având ca obiect de activitate fabricarea de produse electronice profesionale, echipamente de electronică industrială și produse electroacustice.[2]
- Întreprinderea Industrială de Stat Electronica – București își schimbă sediul în Bd. Dimitrie Pompei nr 5 - 7 sector II, Platforma Industrială Pipera – București și rămâne cu obiectul de activitate: fabricarea de televizoare alb-negru și color, radioreceptoare, combine muzicale, incinte acustice categoria standard și Hi-Fi, radiocasetofoane, subansamble și piese de schimb, asistență tehnică și service pentru produsele din profilul său de fabricație.[1]

I.I.S. Electronica a fost privatizată la 11 februarie 2004, când a fost încheiat contractul de vânzare a acțiunilor reprezentând 50,3011% din capitalul social al companiei.Valoarea totală a tranzacției a fost de 1,86 milioane euro, reprezentând prețul pachetului de acțiuni, investiții asumate, respectiv tehnologice și de mediu și capital de lucru.
De la cele peste 434.000 de televizoare alb-negru și 75.000 de televizoare color cât producea în 1989, Electronica a ajuns să producă în 2003 doar 137 de televizoare color, fapt ce a condus la o cifră de afaceri de doar 14 milioane de lei. O creștere sensibilă, până la 27.000 de unități, a avut loc în 2005.
În anul 2006 compania asambla televizoare color și DVD-playere ale unor diverși producători precum Hyundai, Toshiba sau Vortex.
Pentru 2006 era estimată asamblarea unui număr de 40.000 de televizoare color și 20.000 de DVD-playere.
Din 5.514 de persoane câte lucrau în 1989, numărul de angajați a ajuns la 60 în anul 2006

## Istoria Uzinelor Electronica
Guvernul comunist de la București a anunțat la 11 iunie 1948 naționalizarea principalelor mijloace industriale de producție din țară. Urmare a naționalizării, „Philips S.A.R.”, „Radiomet” și „Starck” au fost preluate de statul român și comasate la 1 iulie 1948, sub conducerea inginerului Vasile Nistorescu, pentru a înființa fabrica „Radio Popular” (numele fabricii a fost făcut public ulterior, în data de 29 octombrie 1948).

### FabricaRadio Popular

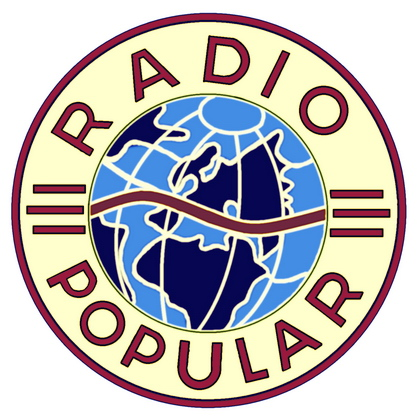
Sigla fabricii Radio Popular 1950s

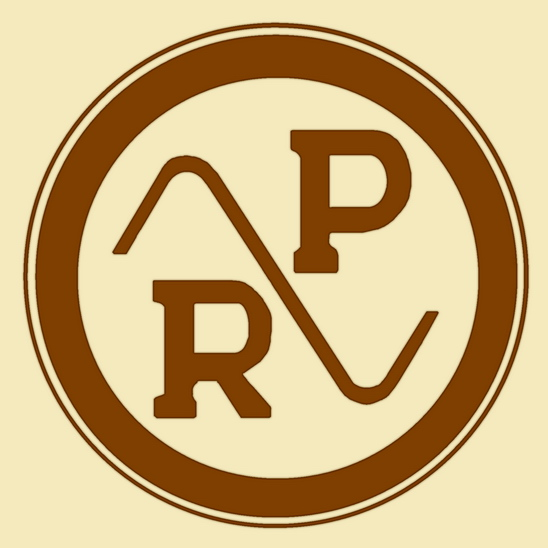
Sigla fabricii Radio Popular 1956-1960

Radio Popular, are la bază fabrica Philips – Societate Anonimă Română, construită în 1937 în Șoseaua Baicului nr. 82. 
La naționalizare a avut 158 de salariați și o suprafață de 3.600 {\displaystyle m^{\text{2}}} – fosta hală nr.3, construită de Philips în anul 1938. Această întreprindere și-a desfășurat activitatea în 4 unități. Modul de organizare a fabricii Radio Popular în anul 1953: 

#### Unitatea I - unitatea Baicului
- Secția metalică;
- Atelier de galvanizare;
- Atelier de transformatoare;
- Secția de montaj radioreceptoare, dotată cu două benzi de asamblare;
- Matrițerie;
- Laboratoare constructor-tehnolog și CTC (Controlul Tehnic de Calitate);
- Magazii de materiale;
- Magazii de expediție.

#### Unitatea II – unitatea Cozia
- Atelierul de tâmplărie mecanică și manuală, în care se executau casete din lemn pentru radioreceptoare;
- Atelierul de vopsitorie;
- Cantina;

#### Unitatea III – unitatea I.C.E.T
În anul 1953 are loc amenajarea constructivă și instalarea turnătoriei de aliaje magnetice la unitatea I.C.E.T. (unitatea III) pe baza unui proiect realizat de MEE – DGET (Ministerul Energiei Electrice – Direcția Generală pentru Electrotehnică).
- Turnătoria de aliaje magnetice, cu o suprafață de cca 325 {\displaystyle m^{\text{2}}}, a fost organizată pe următoarele ateliere : 
  - Depozit;
  - Atelierul de formare;
  - Atelierul împachetare;
  - Atelierul turnare.

Producția lunară a acestei turnătorii a fost de 20.000 buc. magneți metalici pentru difuzoare și între 1.000 – 5.000 bucăți magneți pentru magnetouri, alternatoare, inductoare, capsule telefonice și căști. Această unitate a funcționat până în anul 1956, când s-a trecut la fabricația magneților metalo-ceramici, organizată în incinta unității din Baicului, turnătoria fiind predată Întreprinderii Electromagnetica.

#### Unitatea IV - Dura
Unitatea era amplasată în comuna Colentina (atunci comună), strada 7 Noiembrie, nr 225.
În anul 1950 se pune în funcțiune pe acest spațiu și secția de fabricat tuburi electronice și se dezvoltă capacitățile pentru fabricarea pieselor de radio și pentru autoutilare specifică unității.
În anul 1951 intră în funcțiune o nouă secție, secția de condensatoare VARCO, și unitatea Dura se reorganizează complet, cu următoarele compartimente, până în anul 1956:
- Secția de fabricație bobine și piese radio;
- Secția condensatoare VARCO;
- Secția de fabricație lămpi (tuburi electronice);
- Secția de montaj agregate (electronică industrială);
- Laborator;
- Magazii de materii prime și materiale.

În anul 1960 numărul de angajati era de 3249. 

### Produse ale  fabricii Radio Popular[1][7]
| Anul | Evenimente | Model receptor           | Observații      |
| ---- | --- | ------------------------ | --------------- |
| 1949 | Primul plan Anual. S-a fabricat primul radioreceptor Record S49U | Record S49U              |                 |
| 1950 | Al doilea plan Anual în care se comasează Unitatea Cozia și se pune în funcție secția de fabricat tuburi. | Record S50A              |                 |
| 1950 | Al doilea plan Anual în care se comasează Unitatea Cozia și se pune în funcție secția de fabricat tuburi. | Record S50A2             |                 |
| 1950 | Al doilea plan Anual în care se comasează Unitatea Cozia și se pune în funcție secția de fabricat tuburi. | Rodina S50B              |                 |
| 1950 | Al doilea plan Anual în care se comasează Unitatea Cozia și se pune în funcție secția de fabricat tuburi. | Pionier S503A            |                 |
| 1950 | Al doilea plan Anual în care se comasează Unitatea Cozia și se pune în funcție secția de fabricat tuburi. | Pionier S503AS           |                 |
| 1951 | Primul plan cincinal. Intră in funcție secția de condensatori VARCO în unitatea Dura, apare secția de fabricație de lămpi. | Partizan S511A           |                 |
| 1951 | Primul plan cincinal. Intră in funcție secția de condensatori VARCO în unitatea Dura, apare secția de fabricație de lămpi. | Partizan S511A2          |                 |
| 1951 | Primul plan cincinal. Intră in funcție secția de condensatori VARCO în unitatea Dura, apare secția de fabricație de lămpi. | Partizan S511A3          |                 |
| 1951 | Primul plan cincinal. Intră in funcție secția de condensatori VARCO în unitatea Dura, apare secția de fabricație de lămpi. | Baltica S511A4           |                 |
| 1951 | Primul plan cincinal. Intră in funcție secția de condensatori VARCO în unitatea Dura, apare secția de fabricație de lămpi. | Orion S512U              |                 |
| 1951 | Primul plan cincinal. Intră in funcție secția de condensatori VARCO în unitatea Dura, apare secția de fabricație de lămpi. | Dunărea S513A            |                 |
| 1952 | Proiectul de amenajare a turnătoriei de aliaje magnetice și s-a creat o matrițerie proprie. | Kit Ungaria S520A        |                 |
| 1952 | Proiectul de amenajare a turnătoriei de aliaje magnetice și s-a creat o matrițerie proprie. | Pionier 52 S521A         |                 |
| 1952 | Proiectul de amenajare a turnătoriei de aliaje magnetice și s-a creat o matrițerie proprie. | Pionier 52 S521A2        |                 |
| 1952 | Proiectul de amenajare a turnătoriei de aliaje magnetice și s-a creat o matrițerie proprie. | Pionier 52 S521A3        |                 |
| 1952 | Proiectul de amenajare a turnătoriei de aliaje magnetice și s-a creat o matrițerie proprie. | Partizan S521A3          |                 |
| 1952 | Proiectul de amenajare a turnătoriei de aliaje magnetice și s-a creat o matrițerie proprie. | Festival S521A4          |                 |
| 1952 | Proiectul de amenajare a turnătoriei de aliaje magnetice și s-a creat o matrițerie proprie. | Festival S521A5          |                 |
| 1952 | Proiectul de amenajare a turnătoriei de aliaje magnetice și s-a creat o matrițerie proprie. | Difuzoare de radioficare |                 |
| 1953 | Începe amenajarea constructivă Radio Popular, având 4 unități: I. Baicului, II. Cozia, III. I.C.E.T., IV Dura. | Alianța S531B            |                 |
| 1954 | Difuzoare de 2.5 VA de conceptie proprie cu magnet metalic de tip ALNI. | Melodia S546A            |                 |
| 1954 | Difuzoare de 2.5 VA de conceptie proprie cu magnet metalic de tip ALNI. | Electromagnetica S541    |                 |
| 1954 | Difuzoare de 2.5 VA de conceptie proprie cu magnet metalic de tip ALNI. | București S543A          |                 |
| 1954 | Difuzoare de 2.5 VA de conceptie proprie cu magnet metalic de tip ALNI. | București S543U          |                 |
| 1954 | Difuzoare de 2.5 VA de conceptie proprie cu magnet metalic de tip ALNI. | Simfonia S544A           |                 |
| 1954 | Difuzoare de 2.5 VA de conceptie proprie cu magnet metalic de tip ALNI. | Carpați S545U            |                 |
| 1955 | Se începe montarea radioreceptoarelor cu piese fabricate în Radio Popular: transformatoare de rețea, de ieșire, potențiometre, bobine, condensatoare de hârtie, variabile, comutatoare, socluri pentru tuburile electronice, șasiuri etc. | Serenada S552U           |                 |
| 1955 | Se începe montarea radioreceptoarelor cu piese fabricate în Radio Popular: transformatoare de rețea, de ieșire, potențiometre, bobine, condensatoare de hârtie, variabile, comutatoare, socluri pentru tuburile electronice, șasiuri etc. | Electromagnetica EM552   |                 |
| 1955 | Se începe montarea radioreceptoarelor cu piese fabricate în Radio Popular: transformatoare de rețea, de ieșire, potențiometre, bobine, condensatoare de hârtie, variabile, comutatoare, socluri pentru tuburile electronice, șasiuri etc. | Electromagnetica EM552V  |                 |
| 1955 | Se începe montarea radioreceptoarelor cu piese fabricate în Radio Popular: transformatoare de rețea, de ieșire, potențiometre, bobine, condensatoare de hârtie, variabile, comutatoare, socluri pentru tuburile electronice, șasiuri etc. | Doina S553B              |                 |
| 1955 | Se începe montarea radioreceptoarelor cu piese fabricate în Radio Popular: transformatoare de rețea, de ieșire, potențiometre, bobine, condensatoare de hârtie, variabile, comutatoare, socluri pentru tuburile electronice, șasiuri etc. | Doina S553B1             |                 |
| 1955 | Se începe montarea radioreceptoarelor cu piese fabricate în Radio Popular: transformatoare de rețea, de ieșire, potențiometre, bobine, condensatoare de hârtie, variabile, comutatoare, socluri pentru tuburile electronice, șasiuri etc. | Doina S553B2             |                 |
| 1955 | Se începe montarea radioreceptoarelor cu piese fabricate în Radio Popular: transformatoare de rețea, de ieșire, potențiometre, bobine, condensatoare de hârtie, variabile, comutatoare, socluri pentru tuburile electronice, șasiuri etc. | Ciocârlia S553B          |                 |
| 1955 | Se începe montarea radioreceptoarelor cu piese fabricate în Radio Popular: transformatoare de rețea, de ieșire, potențiometre, bobine, condensatoare de hârtie, variabile, comutatoare, socluri pentru tuburile electronice, șasiuri etc. | Ciocârlia S553B3         |                 |
| 1955 | Se începe montarea radioreceptoarelor cu piese fabricate în Radio Popular: transformatoare de rețea, de ieșire, potențiometre, bobine, condensatoare de hârtie, variabile, comutatoare, socluri pentru tuburile electronice, șasiuri etc. | Bucegi S554A             |                 |
| 1955 | Se începe montarea radioreceptoarelor cu piese fabricate în Radio Popular: transformatoare de rețea, de ieșire, potențiometre, bobine, condensatoare de hârtie, variabile, comutatoare, socluri pentru tuburile electronice, șasiuri etc. | Olt S555B                |                 |
| 1956 | Începe producția de magneți ceramici într-o secție proprie. | Armonia S561             |                 |
| 1956 | Începe producția de magneți ceramici într-o secție proprie. | Armonia S561A            |                 |
| 1956 | Începe producția de magneți ceramici într-o secție proprie. | Armonia S561AV           |                 |
| 1956 | Începe producția de magneți ceramici într-o secție proprie. | Mureș S562A              |                 |
| 1957 | S-a produs integrarea pieselor metalice. Modernizarea secțiilor de acoperiri galvanice "moștenite" de la fosta fabrică Philips. Producția reperelor de mici dimensiuni se realiza anterior cu prese manuale. Concepția si proiectarea radioreceptorului Operata S572A aparține inginerilor și tehnicienilor din fabrica Radio Popular.                 | Victoria S571A           |                 |
| 1957 | S-a produs integrarea pieselor metalice. Modernizarea secțiilor de acoperiri galvanice "moștenite" de la fosta fabrică Philips. Producția reperelor de mici dimensiuni se realiza anterior cu prese manuale. Concepția si proiectarea radioreceptorului Operata S572A aparține inginerilor și tehnicienilor din fabrica Radio Popular.                 | Victoria S571A2          |                 |
| 1957 | S-a produs integrarea pieselor metalice. Modernizarea secțiilor de acoperiri galvanice "moștenite" de la fosta fabrică Philips. Producția reperelor de mici dimensiuni se realiza anterior cu prese manuale. Concepția si proiectarea radioreceptorului Operata S572A aparține inginerilor și tehnicienilor din fabrica Radio Popular.                 | Opereta S572A            |                 |
| 1957 | S-a produs integrarea pieselor metalice. Modernizarea secțiilor de acoperiri galvanice "moștenite" de la fosta fabrică Philips. Producția reperelor de mici dimensiuni se realiza anterior cu prese manuale. Concepția si proiectarea radioreceptorului Operata S572A aparține inginerilor și tehnicienilor din fabrica Radio Popular.                 | Opereta S572A2           |                 |
| 1957 | S-a produs integrarea pieselor metalice. Modernizarea secțiilor de acoperiri galvanice "moștenite" de la fosta fabrică Philips. Producția reperelor de mici dimensiuni se realiza anterior cu prese manuale. Concepția si proiectarea radioreceptorului Operata S572A aparține inginerilor și tehnicienilor din fabrica Radio Popular.                 | Bicaz S573               |                 |
| 1957 | S-a produs integrarea pieselor metalice. Modernizarea secțiilor de acoperiri galvanice "moștenite" de la fosta fabrică Philips. Producția reperelor de mici dimensiuni se realiza anterior cu prese manuale. Concepția si proiectarea radioreceptorului Operata S572A aparține inginerilor și tehnicienilor din fabrica Radio Popular.                 | Bicaz S573A              |                 |
| 1957 | S-a produs integrarea pieselor metalice. Modernizarea secțiilor de acoperiri galvanice "moștenite" de la fosta fabrică Philips. Producția reperelor de mici dimensiuni se realiza anterior cu prese manuale. Concepția si proiectarea radioreceptorului Operata S572A aparține inginerilor și tehnicienilor din fabrica Radio Popular.                 | Lux S574A                |                 |
| 1958 | Se produce radioreceptorul Opereta. S-au folosit toate piesele integrate în țară. Se echipeaza secția de bachelită cu prese hidraulice de 60-150 tf (tonă forță). Începe perioada de tranziție Radio Popular-Electronica, apar primele prospecte atât cu sigla Radio Popular cât și cu Electronica (vezi Acord S581A3).                                | Romanța S581A            |                 |
| 1958 | Se produce radioreceptorul Opereta. S-au folosit toate piesele integrate în țară. Se echipeaza secția de bachelită cu prese hidraulice de 60-150 tf (tonă forță). Începe perioada de tranziție Radio Popular-Electronica, apar primele prospecte atât cu sigla Radio Popular cât și cu Electronica (vezi Acord S581A3).                                | Romanța S581A1           |                 |
| 1958 | Se produce radioreceptorul Opereta. S-au folosit toate piesele integrate în țară. Se echipeaza secția de bachelită cu prese hidraulice de 60-150 tf (tonă forță). Începe perioada de tranziție Radio Popular-Electronica, apar primele prospecte atât cu sigla Radio Popular cât și cu Electronica (vezi Acord S581A3).                                | Romanța 59 S581A2        |                 |
| 1958 | Se produce radioreceptorul Opereta. S-au folosit toate piesele integrate în țară. Se echipeaza secția de bachelită cu prese hidraulice de 60-150 tf (tonă forță). Începe perioada de tranziție Radio Popular-Electronica, apar primele prospecte atât cu sigla Radio Popular cât și cu Electronica (vezi Acord S581A3).                                | Romanța S581AV2          |                 |
| 1958 | Se produce radioreceptorul Opereta. S-au folosit toate piesele integrate în țară. Se echipeaza secția de bachelită cu prese hidraulice de 60-150 tf (tonă forță). Începe perioada de tranziție Radio Popular-Electronica, apar primele prospecte atât cu sigla Radio Popular cât și cu Electronica (vezi Acord S581A3).                                | Acord S581A3             |                 |
| 1958 | Se produce radioreceptorul Opereta. S-au folosit toate piesele integrate în țară. Se echipeaza secția de bachelită cu prese hidraulice de 60-150 tf (tonă forță). Începe perioada de tranziție Radio Popular-Electronica, apar primele prospecte atât cu sigla Radio Popular cât și cu Electronica (vezi Acord S581A3).                                | Balada S582A             |                 |
| 1958 | Se produce radioreceptorul Opereta. S-au folosit toate piesele integrate în țară. Se echipeaza secția de bachelită cu prese hidraulice de 60-150 tf (tonă forță). Începe perioada de tranziție Radio Popular-Electronica, apar primele prospecte atât cu sigla Radio Popular cât și cu Electronica (vezi Acord S581A3).                                | Balada S582A2            |                 |
| 1959 | Finalizarea etapei de integrare a receptorului cu tuburi electronice prin punere în fabricație a radioreceptorului Concert S591A, conceput în întregime în țara atât ca schema cât și ca parte mecanică. Se începe procesul de asimilare a producției radioreceptoarelor tranzistorizate. Se continuă perioada de tranziție Radio Popular-Electronica. | Concert S591A            |                 |
| 1959 | Finalizarea etapei de integrare a receptorului cu tuburi electronice prin punere în fabricație a radioreceptorului Concert S591A, conceput în întregime în țara atât ca schema cât și ca parte mecanică. Se începe procesul de asimilare a producției radioreceptoarelor tranzistorizate. Se continuă perioada de tranziție Radio Popular-Electronica. | Concert 60 S591A         |                 |
| 1959 | Finalizarea etapei de integrare a receptorului cu tuburi electronice prin punere în fabricație a radioreceptorului Concert S591A, conceput în întregime în țara atât ca schema cât și ca parte mecanică. Se începe procesul de asimilare a producției radioreceptoarelor tranzistorizate. Se continuă perioada de tranziție Radio Popular-Electronica. | Concert 60 S591A2        |                 |
| 1959 | Finalizarea etapei de integrare a receptorului cu tuburi electronice prin punere în fabricație a radioreceptorului Concert S591A, conceput în întregime în țara atât ca schema cât și ca parte mecanică. Se începe procesul de asimilare a producției radioreceptoarelor tranzistorizate. Se continuă perioada de tranziție Radio Popular-Electronica. | Unirea S592B             |                 |
| 1959 | Finalizarea etapei de integrare a receptorului cu tuburi electronice prin punere în fabricație a radioreceptorului Concert S591A, conceput în întregime în țara atât ca schema cât și ca parte mecanică. Se începe procesul de asimilare a producției radioreceptoarelor tranzistorizate. Se continuă perioada de tranziție Radio Popular-Electronica. | București 500 S593A      |                 |
| 1959 | Finalizarea etapei de integrare a receptorului cu tuburi electronice prin punere în fabricație a radioreceptorului Concert S591A, conceput în întregime în țara atât ca schema cât și ca parte mecanică. Se începe procesul de asimilare a producției radioreceptoarelor tranzistorizate. Se continuă perioada de tranziție Radio Popular-Electronica. | București 500 S593A1     |                 |
| 1959 | Finalizarea etapei de integrare a receptorului cu tuburi electronice prin punere în fabricație a radioreceptorului Concert S591A, conceput în întregime în țara atât ca schema cât și ca parte mecanică. Se începe procesul de asimilare a producției radioreceptoarelor tranzistorizate. Se continuă perioada de tranziție Radio Popular-Electronica. | București 500 S593A2     |                 |
| 1959 | Finalizarea etapei de integrare a receptorului cu tuburi electronice prin punere în fabricație a radioreceptorului Concert S591A, conceput în întregime în țara atât ca schema cât și ca parte mecanică. Se începe procesul de asimilare a producției radioreceptoarelor tranzistorizate. Se continuă perioada de tranziție Radio Popular-Electronica. | București 500 S593A2V    |                 |
| 1959 | Finalizarea etapei de integrare a receptorului cu tuburi electronice prin punere în fabricație a radioreceptorului Concert S591A, conceput în întregime în țara atât ca schema cât și ca parte mecanică. Se începe procesul de asimilare a producției radioreceptoarelor tranzistorizate. Se continuă perioada de tranziție Radio Popular-Electronica. | Romanta-59 S581A2        |                 |
| 1959 | Finalizarea etapei de integrare a receptorului cu tuburi electronice prin punere în fabricație a radioreceptorului Concert S591A, conceput în întregime în țara atât ca schema cât și ca parte mecanică. Se începe procesul de asimilare a producției radioreceptoarelor tranzistorizate. Se continuă perioada de tranziție Radio Popular-Electronica. | Verdi S593A3             |                 |
| 1959 | Finalizarea etapei de integrare a receptorului cu tuburi electronice prin punere în fabricație a radioreceptorului Concert S591A, conceput în întregime în țara atât ca schema cât și ca parte mecanică. Se începe procesul de asimilare a producției radioreceptoarelor tranzistorizate. Se continuă perioada de tranziție Radio Popular-Electronica. | Litoral S594T            | Cu tranzistoare |
| 1959 | Finalizarea etapei de integrare a receptorului cu tuburi electronice prin punere în fabricație a radioreceptorului Concert S591A, conceput în întregime în țara atât ca schema cât și ca parte mecanică. Se începe procesul de asimilare a producției radioreceptoarelor tranzistorizate. Se continuă perioada de tranziție Radio Popular-Electronica. | Solistor S595T           | Cu tranzistoare |
| 1960 | Prin ordinul Ministerului Industriei Grele nr. 760.150, din 18 ianuarie 1960, fabrica Radio Popular se transformă în Uzinele Electronica. | Hora S603A               |                 |

Câteva exemple de televizoare și radiouri fabricate la Uzinele Electronica se pot vedea și la Muzeul U.P.B

### Anii 1960-1965
La data de 18 ianuarie 1960 fabrica Radio-Popular s-a transformat în Uzinele Electronica, care deschidea astfel porțile dezvoltării unei noi ramuri industriale.
În baza HCM nr 397/26.06.1961, s-a alocat pentru Uzinele Electronica localul Clăbucet, fost IATC (Întreprinderea de Aparataj și Telecomunicații din Ministerul Transporturilor și Telecomunicațiilor), iar pentru producția de semiconductoare spații, în zona Băneasa, unde se vor dezvolta ulterior noile capacități pentru acest domeniu. 
Prin preluarea IATC – Clăbucet suprafața de producție a Uzinelor Electronica a crescut cu circa 9.000 {\displaystyle m^{\text{2}}}, iar valoarea mijloacelor fixe în plus cu 15.751 mii lei, și au preluat un număr de 447 salariați, din care un număr de 358 muncitori, 50 ingineri și tehnicieni și 39 ca personal administrativ. Noua unitate a avut la început următoarea organizare:
- Unități productive: 
  - Atelierul magneți ceramici; se mută din unitatea Baicului la Clăbucet
  - Atelierul ferite moi; se mută din unitatea Baicului la Clăbucet
  - Atelierul montaj electronică industrială; se mută din unitatea Baicului la Clăbucet
  - Atelierul prelucrări mecanice-ajustaj; era deja existent la Clăbucet
  - Atelierul presare-debitare; era deja existent la Clăbucet
  - Atelierul acoperiri metalice; era deja existent la Clăbucet
  - Atelierul de vopsitorie; era deja existent la Clăbucet
  - Atelierul turnătorie-fludor; era deja existent la Clăbucet
  - Atelierul tâmplărie; era deja existent la Clăbucet
- Unități auxiliare 
  - Atelierul întreținere SDV-uri(Scule Dispozitive și Verificatoare);
  - Atelierul întreținere mecanice și electrice;
  - Laboratoare încercări de electronică industrială, încercări magnetice și chimice și încercări metrologice mecanice;
  - Birou și administrație centrală.
- Magazii și depozite

În anul 1962, în unitatea Baicului, s-a mai construit corpul 32, completat ulterior cu corpurile 30 – 31, construite în anul 1964. Aceste spații au permis modernizarea fabricației de radioreceptoare, de piese și componente electronice, dezvoltarea compartimentelor de pregătirea fabricației – sculărie și autoutilare – inclusiv realizarea secției de televizoare.
În anul 1964, conform unei hotărâri a forurilor tutelare, localul unității Clăbucet a fost retrocedat MTTc-ului (Ministerul Transporturilor și Telecomunicațiilor), primind în schimb din partea acestui minister localul din str. Venerei, în apropierea Foișorului de Foc. 
Amenajările noului local s-au făcut în perioada 1965-1966, perioadă în care a fost transferată, de la Clăbucet, fabricația de magneți ceramici, ferite moi și electronică industrială, exclusiv mijloacele fixe destinate fabricației de semiconductoare. 
Unitatea din str. Venerei a funcționat cu acest profil de fabricație până la intrarea în funcțiune a noilor întreprinderi, care au preluat și dezvoltat domeniile respective la nivelul economiei naționale: 
- Întreprinderea de aparate electronice de măsură și industriale – IEMI – în anul 1970;
- Întreprinderea de ferite Urziceni – în anul 1971;

## Producția deradioreceptoare

### Radioreceptoareproduse între anii 1960-1965[9]
În anul 1960 a fost pus în fabricație radioreceptorul Enescu S602A, a fost primul aparat cu tuburi electronice, de concepție românească, de clasă superioară, dotat cu gama de unde ultra scurte pentru recepția emisiunilor cu modulație în frecvență (care se abreviază prin MF), proiectant ing. Nona Millea, cu trei game de unde scurte și reglaje de ton pentru frecvențe joase și înalte. Dificultățile tehnologice întâmpinate la punerea în fabricație și la reglarea blocului cu modulație în frecvență au fost rezolvate de uzină (factor determinant ing. Virgil Teodorescu) în colaborare cu Institutul Politehnic București.
O premiera pentru industria de radioreceptoare românească a fost și radioreceptorul Solistor S595T, primul aparat cu tranzistoare portabil, cu cablaj cu circuite imprimate, pe bază de o licență importată din Franța și varianta sa, receptorul Litoral, de concepție românească.
Ambele "premiere" au fost prezentate în septembrie 1960 la "Al II-lea pavilion de bunuri de consum" deschis la sala de expoziții din Parcul de odihnă și cultură I.V.Stalin din București (actual Parc Herăstrău) și au fost primite cu mult interes de cumpărători și de presa vremii. 
Tot în anul 1960 au fost fabricate și amplificatoare de clasă superioară, de 10 W și 20 W, cu redare de înaltă fidelitate, destinate rețelei de radioficare și caselor de cultură.
În cincinalul din anii 1961–1965, s-au proiectat și fabricat radioreceptoare cu tuburi electronice, de trei categorii sau clase, câteva modele reprezentative:
- Radioreceptoare cu MA cu UL, UM, US având 1,5 W putere de ieșire și 3+2 tuburi electronice (ECH81, EBF89, ECL82, EM80 și EZ80), cu sau fără pick-up (PU):[9]
  - Fantezia S604A cu PU
  - Intim S613A
  - Rândunica S614A cu pick-up (PU)
  - Carmen S616A
  - Privighetoarea S623A cu PU
  - Carmen S624A
  - Select S625A
  - Select 2 S633A

- Radioreceptoare cu MA – MF, cu UL, UM, US și UUS având la ieșire o putere de 2–2,5 W, o schemă ce utiliza 5 + 2 tuburi electronice (ECC85, ECH81, EBF89, EABC80, EL84, EM84, EZ80), cu sau fără pick-up PU, denumite:[9]
  - Opera S611A
  - Rapsodia S612A
  - Orizont S620A cu 2 benzi US și 3 W putere la ieșire
  - Tomis S621A
  - Darclee S622A (Tomis cu PU)
  - Darclee S631A cu PU
  - Darclee 3 S643A
  - Select 3 S641A cu PU și redresor cu punte semiconductoare în loc de EZ 80
  - Enescu 2 S602A cu 3 benzi US, UUS, 4 difuzoare și o putere la ieșire de 4 W.

- Radioreceptoare MA - MF cu UL, UM, US1, US2, US3, și UUS de clasă superioară model: 
  - Modern S626A cu 4 difuzoare /8 W, iar etajul final implementat cu 2 x EL 84. Seturi de tuburi electronice utilizate: ECL85, ECH81, EBF89, EABC80, ECC83 și 2 x EL84.[9]
  - combina muzicală Armonia
  - combina muzicală Rapsodia
  - combina muzicală Orfeu
- Pentru mediu rural s-a produs din 1960 un radioreceptor simplu și robust alimentat de la rețea sau baterie: 
  - Rodica S615B. Acesta era echipat cu seria de tuburi miniatură (cu alimentarea de 1,25 V la filamente): 1R5, 1T4, 1S4 și o baterie anodică cu o tensiune de 90 V sau cu 20 de baterii plate de 4.5 V 3R12 în serie, fabricate la ELBA-Timișoara, care asigurau o autonomie de circa 80–100 ore. Aparatul funcționa până la o tensiune anodică de 50 V, având trei game de undă: UL, UM, US. Puterea de ieșire scădea totuși de la 0,25 W (alimentarea de la o baterie nouă) spre 50 mW, când bateria/bateriile ajungeau aproape de limita de utilizare.[9]

De subliniat că în această perioadă s-a redus numărul de tipuri de radioreceptoare echipate cu tuburi electronice de la 24 în 1961, la numai 8 în 1965, locul acestora luându-l radioreceptoarele echipate cu dispozitive semiconductoare.
- Radioreceptoare cu tranzistoare

Primi pași pe direcția de implementare a unor radioreceptoare echipate cu dispozitive semiconductoare a fost prin achiziționarea licenței COSEM pentru tranzistoare și diode cu germaniu. Producția de tranzistoare a început la Electronica, în anul 1960, în halele din str. Baicului.
Tranzistoarele purtau același indicativ cu cele de la COSEM, cu diferența că prima literă, la care în varianta originală, era un S, iar la tranzistoarele produse în țară era un E; respectiv, un tranzistor marcat cu SFT a devenit un EFT. Tipurile de tranzistoare fabricate pentru prima dată în țară: EFT106, EFT107, EFT108, pentru utilizarea la aplicații de radiofrecvență-frecvență intermediară și EFT121, EFT122, EFT123, EFT352, EFT353, pentru aplicații de audiofrecvență. 
- Exemple de tranzistoare cu germaniu fabricate la IPRS

|                                             |
| EFT123, un tranzistor fabricat in anul 1962 |

|                                         |
| EFT308 PNP Germaniu 150mW 20V 10mA 5MHz |

|                                     |
| EFT323 PNP Germaniu 24V 250mA 200mW |

|                                     |
| EFT352 PNP Germaniu 24V 100mA 200mW |

|                                            |
| EFT321 PNP Germaniu 24V 250mA 200mW 650KHz |

|                                          |
| EFT317 PNP Germaniu 150mW 20V 10mA 17MHz |

|                                           |
| EFT306 PNP Germaniu 150mW 20V 10mA 1.2MHz |

După radioreceptoarele cu tranzistoare Solistor și Litoral, puse în fabricație în 1960 pe bază de licență, a urmat integrarea și asimilarea de aparate cu aproape toate piesele realizate în țară.
- - 1960.
    - Litoral S594T
    - Solistor S595T
    - Miorița 1 S60T
    - Sport S605T

  - 1961. Se produce primul radioreceptor tranzistorizat staționar, Miorița (in trei versiuni). Sunt utilizate tranzistoarele  SFT108, SFT107, SFT107, SFT351 și 2 x SFT121, cu putere nominală de 0,25 W, alimentare cu 9 V, din 2 baterii de lanternă zinc-carbon plate de 4.5 V 3R12. Pe parcursul fabricației s-a trecut la utilizarea de tranzistoare românești (din seria EFT)[10].
    - Miorița  2 S618T
    - Miorița S618T
    - Turist S615T radioreceptor care a ajuns la o producție de cca 600 mii bucăți în 6 ani (1961 – 1966).
    - Primăvara S617T având unde medii și două game de unde scurte: (5 – 9,5 MHz și 9 – 17,5 MHz) cu seturi din Franța[10]

  - 1962.
    - Delta S627T aparatul staționar cu UL, UM, US, cu 0,5 W putere la ieșire și cu etaj auto-oscilant de radiofrecvență realizat cu tranzistorul EFT317, care a fost primul tranzistor "drift" (aliat-difuzat) tip EFT, apt pentru frecvența intermediară[10] cu modulație în frecvență (10,7 MHz) și unde scurte până la 20 MHz.

La 1 decembrie 1962 în Uzinele Electronica s-a sărbătorit realizarea radioreceptorului purtând numărul de fabricație 1.000.000, fapt marcat pozitiv în presa vremii și în revistele de specialitate.
- - 1963.   
    - Electronica S631T cu 2 game, UL, UM, modulație de amplitudine, 150 mW, alimentare la o tensiune de 6 V (cu 4 baterii de 1.5 V, tip R6), cu o greutate de 270 g, dimensiuni 142x88x40 mm.
    - Electronica S632T în gama UM, modulație de amplitudine, 100 mW, alimentare la 9 V (o baterie 6F22 de 9V), cu o greutate de 190 g, dimensiuni 64x92x28 mm.
    - Zefir S631 TN2, cu 2 game, UL, UM, modulație de amplitudine, alimentare cu 4 baterii de 1.5 V (R6).

  - 1964. Au fost aduse seturi din Japonia pentru un radioreceptor portabil cu MA–MF. Se dezvoltă astfel experiența de lucru pentru recepția UUS cu receptoare tranzistorizate, proiectarea circuitelor de frecvență intermediară MA–MF asociată și stabilitatea amplificatoarelor lineare. Receptorul produs S641T.
  - 1965. Intră în fabricație radioreceptorul tranzistorizat portabil Mamaia S651T. Este primul receptor portabil cu 4 lungimi de undă UL, UM, US și UUS, care se va produce într-un număr de 60 mii bucăți pe an. Sunt fabricate mai multe variante, Mamaia S651T2, Mamaia S651T4. Se produce radioreceptorul Nordic S652TA, cu varianta Nordic S652TA2, un receptor cu tranzistoare, tip staționar, un produs derivat din experiența fabricării receptorului Mamaia.[10]

În iunie 1965 uzina a produs la capătul benzii de montaj radioreceptorul Darclee, cel de al 2.000.000-lea radioreceptor românesc.

### Radioreceptoareproduse între anii 1966-1980[9]
- - 1966. Sunt fabricate radioreceptoarele tranzistorizate Nordic 2 S652TA3 și Dunarea S662TA.
  - 1967. Apare Albatros S681T receptor produs după o schemă originală, având ca variantă radioreceptorul staționar Select T68. Albatrosul a fost un mare succes comercial între anii 1967–1973 (au fost produse aproximativ 900.000 de radioreceptoare în 7 ani). Aceste aparate erau prevăzute cu gamele de unde UL, UM și 2 game de US și au fost oferite la export în țări ca RFG, Anglia, Franța.
  - 1968.  Exportul de radioreceptoare tranzistorizate s-a ridicat la un număr de aproximativ 84.000 radioreceptoare tip Perla, (cu variantele Oscar, Simonetta, Major, Universum, Gold-Star, Overseas) și a crescut la 250.000 în anul 1973, menținându-se la acest nivel până în anul 1981. S-a pus în fabricație și radioreceptorul tranzistorizat Select T68 S682T.[10]
  - 1969. S-a pus în fabricație și radioreceptorul tranzistorizat Sinaia S693T, primul radioreceptor auto, care avea  două lungimi de undă UL, UM. La acest aparat s-a folosit pentru prima dată un variometru realizat la noi – înlocuitorul la aparatele auto al condensatorului variabil. Începe producția, aproape integrală cu piese romanesti, a receptorului portabil Zefir.[10]
  - 1970. În 1969 s-a demarat proiectarea familiei de receptoare Neptun, concepută de Teodor Bădărău, cu o schemă electrică superioară ca performanțe față de radioreceptorul Mamaia, complet integrată, echipată cu tranzistoare planare cu siliciu asimilate la IPRS. Varianta staționară Nordic a lărgit paleta de aparate tranzistorizate cu MA–MF, care a mers și la export cu succes. Sunt produse o gamă largă de receptoare noi, enumerăm Cora S700T, Neptun1 S701T, Neptun 1S, Neptun 2 S701T1, Neptun 2 S701T7. În anul 1970 toate cele 566.000 aparate produse erau tranzistorizate și total integrate.[10]
  - 1971. Apare receptorul miniatură de buzunar Cora, de concepție proprie, cu o singură bandă UM, la care s-a utilizat un condensator variabil cu dielectric solid realizat în Uzinele Electronica. Până la acea dată se folosiseră doar condensatoare variabile cu aer ca dielectric. Cu o schemă îmbunătățită intră în fabricație și familia radioreceptoarelor Milcov, alimentate de la rețea sau baterii, din care foarte multe variante au fost exportate. Se fabrică primul radioreceptor stereofonic MA–MF de clasă înaltă, varianta Maestro stereo S702TS, cu care s-a atins nivelul competitiv internațional. Aparatul recepționa UL, UM, US 1, US 2, banda de 49m, și UUS  cu recepție stereo. În plus, era prevăzut cu dispozitive pentru înregistrarea pe magnetofoane și era echipat cu difuzoare de 6 W.[10]
  - 1972 Se produc radioreceptoarele de buzunar de concepție proprie Alfa (cu benzile  UM și  US) și Pescăruș (cu benzile  UM și UL), Select T72 S722T, Neptun 2s, Pescăruș S725T cu UL și UM, Alfa 2 S711Ti cu UM și  US, Gloria S720T.
  - În anul 1972 s-a luat decizia de a se face la Iași o nouă fabrică de radioreceptoare, denumită Tehnoton, care a intrat în funcțiune în 1974 cu două profile:[10]
    - Radioreceptoare de larg consum (BLC), preluând fabricația Electronica pas cu pas;
    - Radiocomunicații profesionale (pentru marină, flota comercială și militară).

La Uzinele Electronica a continuat însă fabricația de radioreceptoare, până la atingerea parametrilor proiectați la noua întreprindere, întrucât trebuiau asigurate atât fondul pieții interne, cât și cererile la export, care deveniseră semnificative.
- - 1973. Sunt fabricate radioreceptoarele Superconcorde, Mondial, Atlantic S732T, Pacific S732TP, Moldova S733T. În 1973 intră în fabricație al 2-lea tip de radioreceptor auto - Predeal, cu posibilități de recepție în UL, UM, US și cu performanțe îmbunătățite față de radioreceptorul Sinaia. Tot în acest an au intrat în fabricație radioreceptoarele staționare Atlantic și Pacific, pentru fondul pieții interne și radioreceptoarele Audiophon, Mondial și Zodiac, destinate exportului.
  - 1974. Sunt fabricate radioreceptoarele Bucur 1 S749TS, Gloria 2 S720T1. În noul context, în 1974, s-a pus în fabricație radioreceptorul Gloria, un aparat multifuncțional (staționar, portabil și auto), cu posibilități de alimentare de la rețea, baterii sau acumulatori auto, care asigura recepția în UL, UM, US 1, US 2, și UUS. Caseta, în care era montat radioreceptorul, a prezentat și ea o noutate, fiindcă odată cu aceasta a început producția prin metoda de injectare a casetelor radio, de tip clopot, la Uzinele Electronica.[10]
  - Între 1975-1978 la Electronica s-au fabricat în continuare radioreceptoare staționare complet tranzistorizate pentru export: Royal pentru piața RDG (1975-1977) și numeroasa familie a radioreceptoarelor cu ceas, cu afișare electromagnetică și electronică (5 modele Soundesign – pentru SUA în anii 1975 - 1981, Junior – pentru Yugoslavia și Comix – pentru Franța). Între 1976 și 1978 s-au fabricat pentru piața internă radioreceptoarele Bucur 1S, Bucur 3S din care a derivat și varianta pentru export Eurocord.[10]

## Producția detelevizoare[11]
În funcție de tehnologiile de realizare, televizoarele alb negru se pot clasifica ca aparținând:
- Generația I – televizoare bazate pe tehnologii de realizare ce includ numai tuburi electronice;
- Generația a II-a - televizoare bazate pe tehnologii de realizare ce includ soluții hibride, o combinație de tuburi și tranzistoare;
- Generația a III-a - televizoare bazate pe tehnologii de realizare ce includ numai tranzistoare si/sau circuite integrate, fără tuburi.

### Televizoareproduse între anii 1961-1970[11]
- În anul 1961 a fost pus în fabricație primul televizor produs de Uzinele Electronica. Uzinele Electronica au început producția de televizoare alb-negru, pe baza unei licențe achiziționate de la firma CSF–Franța (Compagnie Générale de télégraphie Sans Fil). Au fost asamblate aproximativ 14.000 de aparate, primul model fiind VS43–611[c], în casetă de tablă. Au urmat apoi în producție modelele VS43-612 și VS43–613, dar în casete de lemn, toate aceste televizoare alb-negru au fost fabricate sub licență franceză. Cele trei variante de televizoare au fost de tipul cu un șasiu unic, echipate cu tuburi electronice și cu sistem de acord pe post de tip rotactor. Ulterior, Uzinele Electronica s-au orientat către licențe de la Matsushita, fabricantul japonez de televizoare care a produs echipamente cu marca “Național” în Asia și "Panasonic" în SUA și Europa de vest. Primul televizor a fost Național RK11, adaptat conform normei est europeane de TV OIRT (Organisation Internationale de Radiodiffusion et de Télévision), din tipul de bază RK3, fabricat pe atunci în Japonia după norma de televiziune americană FCC (Federal Communications Commission). S-au importat seturi complete de TV, la un nivel de 50.000 pe an, cu care s-a fabricat aparatul Național VS43-614, un aparat foarte sensibil, sincronizarea foarte stabilă, fiabil, robust și cu un aspect atrăgător. Tot din 1961 s-au produs și televizoare cu ecran mai mare, de 54 cm: VS54–612 cu o structură identică.
- În anul 1962 este fabricat televizorul AZUR, ca o variantă îmbunătățită a televizoarelor după licență franceză, care s-a realizat cu seturi parțial importate din Franța, Japonia și Ungaria, completate cu o serie de componente electronice asmilate la Uzinele Electronica. Din seria Național RK11, la care inginerii Uzinelor Electronica au ameliorat în mod radical caracteristica amplificatorului video, mărind banda de trecere de la 3 MHz (specifică Japoniei) la 5 MHz (prevăzută în norma OIRT) și prin aceasta, calitatea imaginii s-a evidențiat Tonitza VS43-621 (un Azur îmbunătățit).[11]
- În anul 1963 intră în fabricație un televizor de lux, cu seturi de la firma Sanyo, cu un ecran de 59 cm, 110º: aparatul Grigorescu VS59–633, fabricat ca televizor de vârf până în 1965, în casetă elegantă cu bună acustică. Se fabrică Luchian VS 47–632.
- Între anii 1963–1964 s-au importat și seturi de televizoare Orion din Ungaria, cu care s-au produs televizoare mai "mari", cu cinescoape de 54 și 59 cm, variantele: Cosmos VS54–622, Cosmos 2 VS59–641 și Cosmos 3 VS59–642, care erau echipate cu 18 tuburi electronice, fabricatie Tungsram, seria P [d] și componente pasive "Remix" tot de fabricație maghiară.[11]

S-au importat și un număr relativ redus de seturi din R.S. Cehoslovacă cu care s-au construit televizoarele Cristal VS43-623 și Smaragd.
Între anii 1963–1965, în paralel cu producția televizoarelor cu seturi din import, serviciul de proiectare al Uzinelor Electronica a realizat și primele TV de concepție proprie; menționăm televizoarele cu ecrane de 43 cm și 47 cm,  seria VS43–643, VS47-644A și VS47-644B, VS47-644C, omologate în 1964.
Televizoarele din seria E 43-647, echipate cu cinescop tip AW 43-88 și AW47-91, unghi deflexie tub cinescop de 110º, cu respectiv 43 cm și 47 cm în diagonală au fost fabricate între anii 1964–1966 într-o cantitate de aproximativ 170.000 bucăți, dar cu multe componente importate.
- În anul 1966 a intrat în fabricație seria Dacia – Intim, elaborată în anii 1965 – 1966, cu omologarea prototipului în 1966 și care a marcat un progres ca schemă electrică și construcție. Reprezentative: Dacia E59-662, Dacia 2 E59-663, Dacia 3 E59-663 echipate cu cinescop de 59 cm/110º.
- În anul 1967 s-au fabricat diferite variante ale acestei familii, enumerăm televizoarele: Intim E47-671, Intim 2 E47-672, precum și E 47D cu cinesco de 47 cm/110º.[11]
- În anul 1968 a început fabricația televizoarelor din seria Miraj–Venus. Pe parcursul anilor 1968–1972, cu șasiul de bază Miraj, s-au fabricat peste 1,2 milioane de televizoare. Cinescoapele utilizate au fost pe mai multe tipodimensiuni: 47, 59 și 65 cm diagonală, iar aparatele purtau numele seriei:[11]
  - Miraj E59–681, 684, 690, 700
  - Venus E4 –682, 690, 692, 693
  - Modern E47-700
  - Olimp E47-710
  - Clasic E59-702
  - Lux E65-701, toate cu selector, un model mai vechi, tip rotactor

Seria de televizoare Miraj 2 E59-684A, Miraj 3 E59-690, Venus 2 E47-690A, Venus 3 E47-691A, Venus 4 E47–692A avea în plus două tranzistoare EFT317S, în calea de frecvență intermediară-sunet, pentru a îmbunătați calitatea recepției sunetului la nivele mici de semnal în antenă. 
- În 1969 a început exportul elevizoarelor de tip staționar din familia Miraj, Mondial si Universum în RFG, urmat în 1970 de  modele din seria ST901 și ST902. În 1971 a început exportul de seturi de televizoare în R.P.Albania, cu tipul de televizor Adriatic și s-a continuat exportul în RFG cu aparatele de tip Select 2000, Interfunk, Star–Lux.[11]
- În 1970 fabricația de televizoare a fost mutată în Bd. Dimitrie Pompei nr 5-7 sector II, Platforma Industrială Pipera–București. Primul lot de televizoare fabricat la Pipera a fost pentru producția de export în RFG. Începând din 1970 s-a omologat o nouă serie de TV cu selector cu acord continuu: Opera E59-711, Clasic E59-701, Lux E65-700, Modern TS E47-720, Olimp TS E47-740,Venus TS E47-742, Lux E65, Aria E47.[11]

### Televizoareproduse între anii 1971-1976[11]
Aici se vor include seria de televizoare hibride-tuburi și tranzistoare H1 și H2
- În 1971 a început fabricația televizoarelor H1, cu aparatul Saturn E59-710, în care, alături de tuburi electronice, se foloseau și tranzistoare.
- În 1971 pe același șasiu de la televizorul Saturn s-au fabricat aparatele din seriile: Venus, Modern și versiunile lor cu selector cu tranzistoare, Olimp HS[e], Venus HS și Modern HS (47 cm), Electra E59-721, Diana E59-729, Diana E59-740, Diana 2 (59cm), Diana E61-740 ( 61 cm), Opera E59 - 741 (59 cm) și Astronaut E6-720 (65 cm).
- În 1973 s-au lansat pe piață televizoarele de tip Hibrid 2 (abreviate cu H2), la care productivitatea a crescut datorită adoptării unor concepții constructiv-tehnologice mult îmbunătățite.[11]

Dintre televizoarele cu șasiu H2, lansate pe piață, se menționează modelele: Olimp H2 E47-745, Diana H2, Opera H2, Saturn H2 E59-750, Electra H2 E59-751, Astronaut H2 E65-752. Ca modele pentru export, pe norma CCIR, se pot menționa: Diamant 5000, Electronic 1003 H2.
Între anii 1971–1976 s-au produs pe structura hibridă H1 și H2 aproximativ 2,4 milioane de televizoare (aproximativ 500 - 550 mii anual) atât pentru pentru piața internă, export de seturi de televizoare și export de televizoare asamblate.

### Televizoarele portabile[11]
- În anul 1973 Uzinele Electronica au pus în fabricație televizorul Sport E31-731, primul televizor portabil de concepție românească, total tranzistorizat, echipat cu 30 de tranzistoare și 30 de diode, cu un tub cinescop cu diagonală de 31 cm. Aparatul era prevăzut cu un selector de canale tranzistorizat, cu acord continuu și cu un programator mecanic cu 4 taste, și avea posibilitatea alimentării fie la rețeaua de curent alternativ, 220V/ 50 Hz, fie de la o baterie de acumulatori de 12 V, consumul de la rețea era de 45 VA, iar de la acumulatori 22 W.
- În 1975 televizoarele Sport s-au produs și în varianta de recepție conform standarelor internaționale CCIR, ceea ce a facilitat exportul lor în țări ca: Maroc, Grecia, Senegal, Liban, Iordania.
- în 1979 seria de televizoare portabile a fost modernizată prin utilizarea unei scheme bazată pe circuite integrate. Au intrat astfel în producție televizoarele: Sport 261 și Sport 251, cu 6, și respectiv 5 circuite integrate. Ulterior s-au fabricat televizoare portabile cu 4, 5 și 6 circuite integrate, în funcție de tipul modulului de baleiaj vertical și sincroprocesor, sau cu circuite integrate și cu tranzistoare. Producția acestor televizoare s-a bucurat de o mare longevitate, durând până după 1990 și a fost de un real succes pe piața internă și la export, în țări ca Germania și în SUA.[11]

### Televizoarecu tranzistoare șicircuite integrate(1977–1989)
- Începând cu anul 1972, producția de componente de la IPRS acoperea tot necesarul de tranzistoare și diode la un nivel înalt de fiabilitate. Prototipul primului televizor cu circuite integrate era gata la data de 30 iunie 1974, iar următoarele cinci aparate necesare în vederea omologării producției, la data de 15 septembrie 1974. Tubul cinescop era de tipul cu colțuri drepte și plat, model AW-61 fabricat  la Întreprinderea de Cinescoape București.
- În anul 1976, începe fabricația televizoarelor modulare cu circuite integrate, cu baleiajul orizontal tranzistorizat (BU 205) și un stabilizator de tensiune electronic înglobat în televizor. Pentru producerea "seria zero", în primăvara lui 1976 s-au verificat cu succes utilizarea unor circuite integrate elaborate și produse experimental la IPRS, care intrau în structura căii de sunet, a căii comune frecvență intermediară video-sunet, blocului de baleiaj vertical și a extrem de dificilului modul sincroprocesor:[11]
  - TAA550 (elaborat de Ș. Lungu)- circuit stabilizator tensiune varicap
  - TAA661 (elaborat de Ș. Lungu)- circuit amplificator limitator și demodulator sunet MF (calea de sunet)
  - TDA440 (elaborat de A. Hartular)- circuit amplificator de frecvență intermediară, demodulator și preamplificator video
  - TDA1170 (elaborat de A.A. Vild-Maior)- circuit pentru baleajul vertical la tuburile cinescop
  - TBA950 (elaborat de N. Marinescu)- sincroprocesor TV

- Exemple de circuite integrate fabricate la IPRS utilizate la televizoarele produse la Uzinele Electronica

|         |
| TDA1170 |

|        |
| TBA810 |

|        |
| TBA950 |

|        |
| TBA120 |

La noul model de televizor, uzina a devenit concurent important pe piața externă. Exportul a crescut de la 20 – 30 mii bucăți/an în perioada 1970-1976 la aproximativ 10 –150 mii pe an între 1979-1980 și aproape 150–200 mii pe an în perioada 1981-1985. S-au exportat, de exemplu în China, în perioada 1980-1983, peste 200.000 televizoare, modelul cu 4 circuite integrate. Sortimentul mare de tuburi cinescop produse la Pipera a permis o paletă largă de televizoare, din seriile:
- - Olt – transportabil , ecran 44 cm,
  - Snagov – staționar, ecran 47 cm,
  - Sirius – staționar, ecran 51 cm,
  - Diamant – staționar, ecran 61 cm,
  - Lux – staționar, ecran 65 cm.

Modelul de televizor era definit cu un nume de serie, din cele enumerate mai sus, urmat de o combinație de 3 cifre. Prima cifră, 1 sau 2, definește tipul selectorului de canale
-   - 1  reprezintă selector cu gama FIF – foarte înaltă frecvență
  - 2 reprezintă selector cu gamele FIF/UIF,  foarte inaltă și ultra înaltă frecvență

A doua cifră (de la 4, 5 sau 6) semnifică numărul de circuite integrate, iar a treia cifră era alocată modelului.
- În perioada martie - iunie 1978 s-au fabricat peste 40.000 televizoare Snagov (47cm) și Sirius (51cm). Producția de televizoare cu 2 circuite integrate a durat circa 2 ani, timp în care a fost necesară restrîngerea producției televizoarelor cu 6 circuite integrate, ca urmare a penuriei de circuite fabricate la IPRS. Din anul 1980 televizorul cu 2 circuite integrate a fost fabricat în RPD Coreeană, la uzina construită de statul român și la care Uzinele Electronica au avut o contribuție importantă. Modelele de televizoare cu 2 circuite integrate erau identificate după cele 3 cifre atașate numelui aparatului: Snagov (47cm), Sirius (51cm), Diamant (61cm), cea din mijloc reprezentând numărul de circuite integrate.[11]